# .577/500 No 2 Black Powder Express

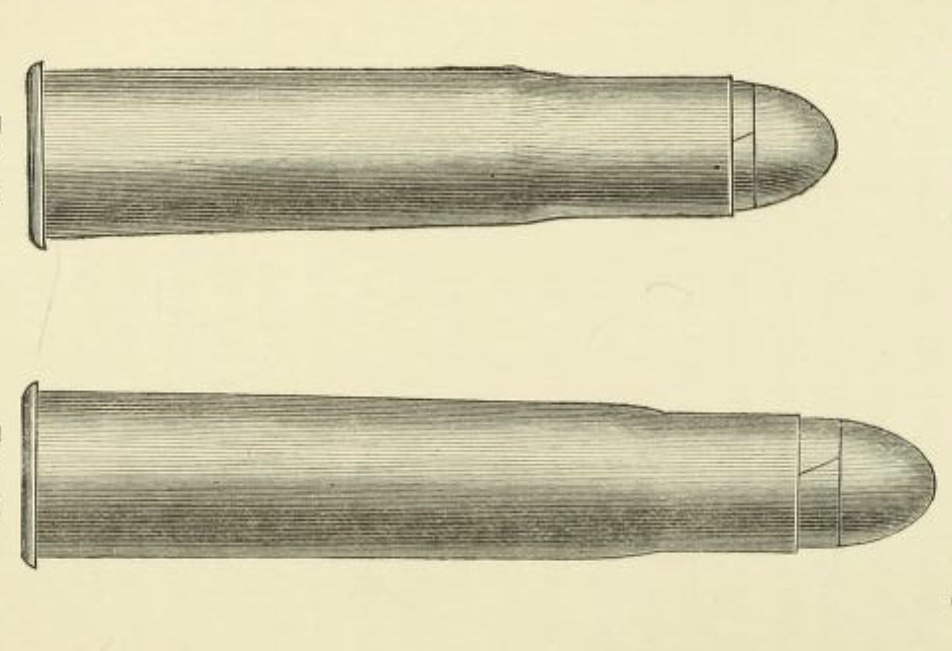
Cartuchos .577/500 No 2 Black Powder Express de 2¾ y 3⅛ de pulgada

El .577/500 No. 2 Black Powder Express, conocido también como el British No. 2 de 12,7 mm, es un cartucho de rifle de fuego central británico.

## Desarrollo
El .577/500 No. 2 BPE se desarrolló como un calibre de pólvora negra antes de 1879, resultando de reducir el cuello del casquillo del .577 Black Powder Express a .507 pulgadas (12,9 mm)  para ser usado en rifles simples o dobles, así como una variedad de rifles de palanca basados en el mecanismo Martini-Henry .
Al igual que el .450 Black Powder Express, el .577/500 BPE se comercializaba con diferentes longitudes de casquillo, siendo la más común la de 3 pulgadas. Una  variante de 3 1⁄8 pulgadas se cargaría más tarde con cordita para convertirse en el .577/500 Nitro Express . 
Durante algún tiempo, el .577/500 No. 2 BPE se cargó con cordita para convertirse en el .577/500 No. 2 Nitro for Black, el mismo cartucho cargado con cargas suaves de cordita, cuidadosamente equilibrado mediante pruebas para replicar la balística del Versión en polvo negro. 

## Uso
Fue un cartucho popular en la India, utilizado para todo tipo de caza mayor de animales de piel delgada, incluyendo tigres, al no contar con competencia de cartuchos calibre .450 después de 1907 debido a la prohibición de los calibres militares británicos . Al igual que el .500 Black Powder Express, el .577/500 No. 2 BPE nunca fue popular en África al no ser lo suficientemente potente para abatir efectivamente animales de piel dura, como por ejemplo los elefantes. 